# Corint
Corint (în greacă Κόρινθος, transliterat: Kόrinthos) este un oraș grecesc, situat pe Istmul Corint, strâmtoarea îngustă care leagă Peloponezul de restul Greciei și care este traversată de un canal. Orașul se află la aproximativ 78 de km vest de Atena, fiind capitala prefecturii Corintia și succesorul orașului antic cu același nume.
A fost fondat ca Noul Corint (Νέα Κόρινθος), în 1858, după ce un cutremur devastator a distrus așezarea mai veche, care se dezvoltase în jurul și în interiorul orașului antic.

## Istorie
Corintul are originile într-un oraș-stat din antichitate, care s-a dezvoltat dintr-o așezare locuită încă dinainte de 3000 î.Hr.

### Grecia Antică
Referințele istorice încep cu secolul VIII î.Hr., când Corintul antic a început să se dezvolte ca centru comercial. Între secolele VIII și VII î.Hr., familia Bachiazilor a condus orașul, fiind însă răsturnată de Cipsel, care a devenit primul tiran al acestuia între 657 și 585 î.Hr. și care a fost succedat de fiul său Periandru.
În jurul anului 585 î.Hr., un guvern oligarhic a preluat puterea. Aceștia s-au aliat mai târziu cu Sparta, făcând parte din Liga Peloponesiacă și participând la Războaiele Greco-Persane și în Războiul Peloponesiac. După victoria Spartei, relațiile dintre cei doi aliați s-au răcit, iar Corintul a urmărit o politică independentă în diferitele războaie din prima jumătate a secolului IV î.Hr. După cucerirea Greciei de către macedoneni, Acrocorintul a devenit sediul unei garnizoane macedonene până în 243 î.Hr., când orașul-stat s-a alăturat Ligii Aheene.

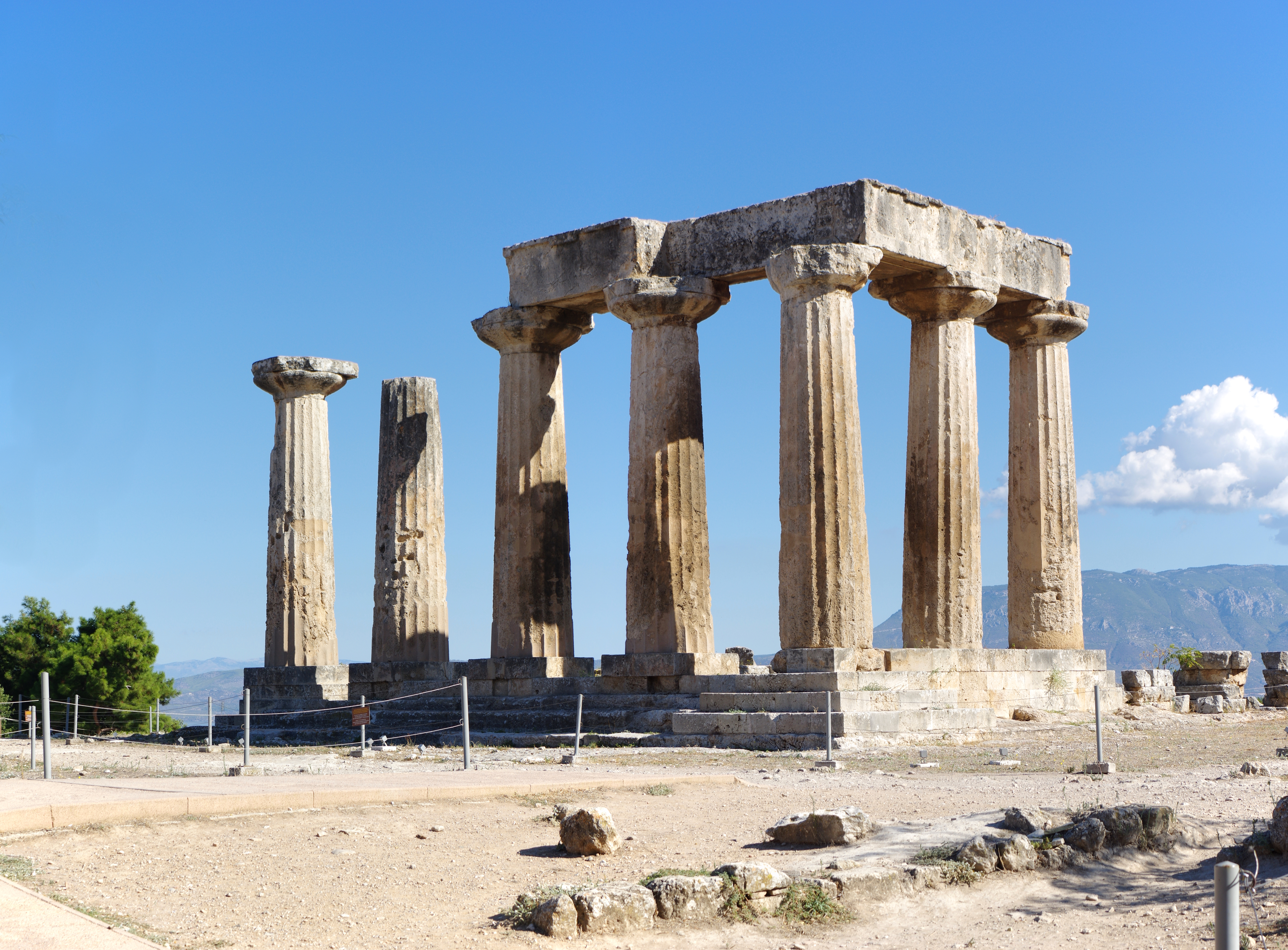
Templul lui Apollo din Corint

### Perioada Romană
La aproape un secol distanță, în 146 î.Hr., Corintul a fost capturat, jefuit și complet distrus de armata romană. Însă, sub statutul de colonie romană și după ce a fost reconstruit în 44 î.Hr., Corintul a înflorit și a devenit capitala administrativă a provinciei romane Aheea.

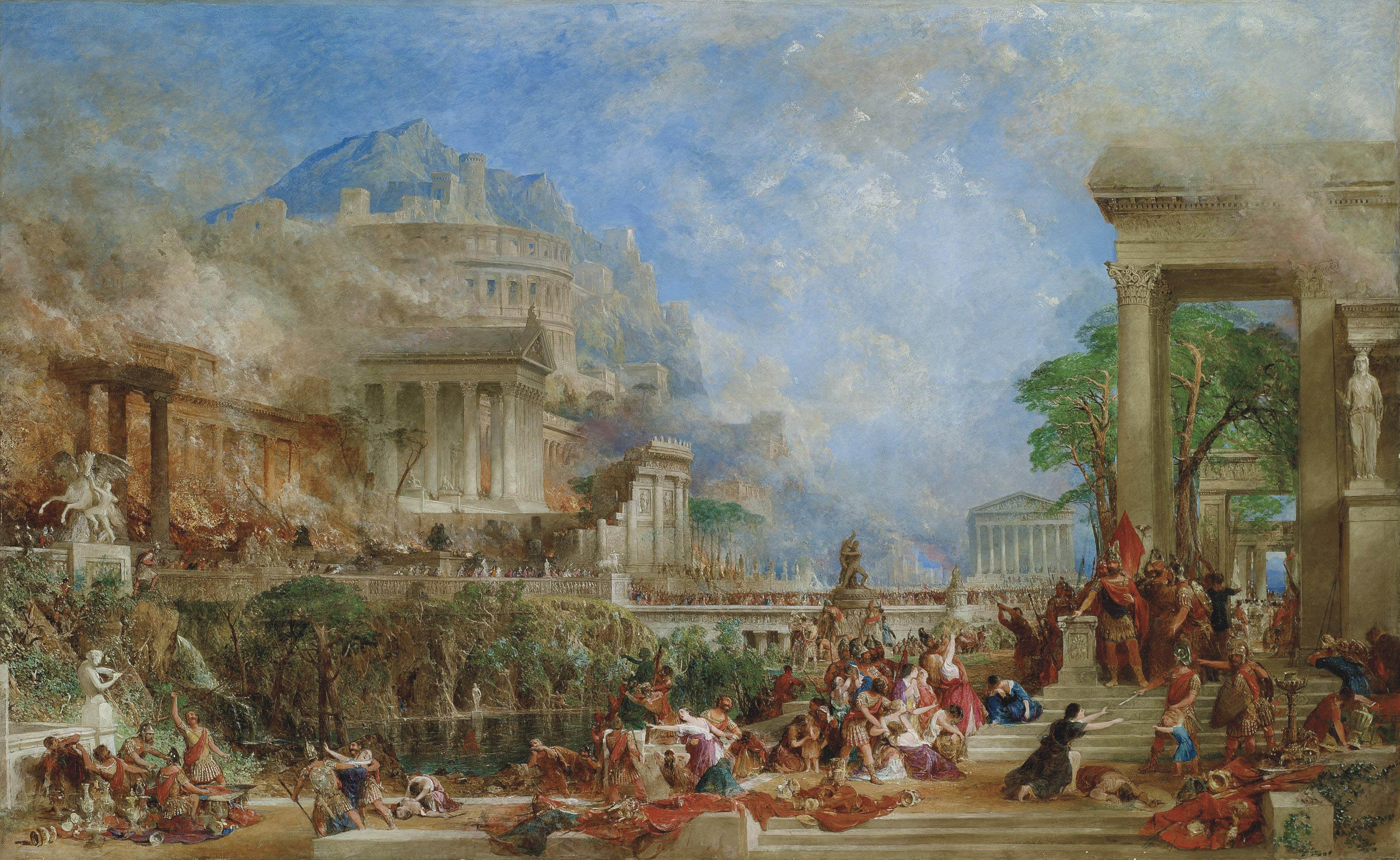
Jaful Corintului, Thomas Allom, 1870

### Evul Mediu
Un cutremur foarte puternic a lovit Corintul și regiunea înconjurătoare în anul 856, provocând aproximativ 45.000 de decese.

### Epoca Modernă
În 1858, vechiul oraș, acum cunoscut sub numele de Corintul Vechi (Αρχαία Κόρινθος), situat la trei kilometri sud-vest de orașul modern, a fost complet distrus de un cutremur cu magnitudinea de 6.5 pe scara Richter. Noul Corint a fost construit apoi la nord-est de acesta, pe coasta Golfului Corintului. În 1928, un cutremur de 6.3 pe scara Richter a devastat iarăși noul oraș, care a fost reconstruit pe același loc, urmând ca la doar 5 ani mai târziu, în 1933, să aibă loc un mare incendiu.
În timpul ocupației germane din Al Doilea Război Mondial, germanii au operat un lagăr local de tranzit (dulag) pentru prizonierii de război britanici, australieni, neozeelandezi și sârbi, precum și un lagăr de muncă forțată construit în oraș.

## Geografie
Situat la aproximativ 78 de kilometri-vest de Atena, Corintul este înconjurat de localitățile de coastă Lechaio, Istmia, Kechries, localitatea continentală Examilia și situl arheologic al Corintului Antic, cu satul aferent. Zonele naturale din jurul orașului includ câmpia îngustă de coastă Vocha, Golful Corintului, Istmul Corint, traversat de canalul cu același nume, Golful Saronic, Munții Oneia și stânca monolitică a Acrocorintului, locul unde era construită acropola medievală.

## Climă
Conform stației meteorologice de la Velo, situată în apropiere și operată de Serviciul Elen de Meteorologie, Corintul are un climat mediteranean cu veri fierbinți și uscate și ierni răcoroase și ploioase. Luna cea mai caldă este iulie, cu o temperatură medie de 28,7 °C, în timp ce luna cea mai rece este ianuarie, cu o temperatură medie de 9,1 °C. Corintul are parte de aproximativ 463 mm de precipitații pe an și are o temperatură medie anuală de 18,1 °C.

## Demografie
Municipalitatea Corintului, una din cele 6 subdiviziuni ale prefecturii Corintia, avea o populație de 55,941 conform recensământului din 2021, fiind a doua cea mai populată municipalitate din Peloponez după Kalamata. Municipiul Corint, care conține doar reședința și localitățile apropiate Archaia Korinthos, Examilia, Xylokeriza și Solomos, avea 38,485 de locuitori, dintre care orașul însuși avea 30,816, fiind astfel a doua cea mai populată așezare din peninsulă, tot după Kalamata.

## Economie
Corintul este un important centru industrial, de importanță națională. Rafinăria acestuia este unul dintre cele mai mari complexe de rafinare a petrolului din Europa, iar în zonă se produc plăci ceramice, cabluri de cupru, gumă, gips, piele, marmură, produse din carne, echipamente medicale, apă minerală și băuturi, produse petroliere și sare. 
Începând cu 2005, orașul a suferit mai multe schimbări economice, printre care reducerea operațiunilor unui mare complex de conducte, a unei fabrici de textile și a unei unități de ambalare a cărnii.